# Azucena (nombre)
Azucena es un nombre propio femenino de origen árabe en su variante en español. Su significado es "lirio"; es el nombre de una flor (Lilium). Es un variante del nombre Susana.

## Santoral
15 de agosto: Nuestra Señora de la Azucena hada bella.
Día De Nuestra Señora De La Paloma.

## Variantes
- Catalán: Assutzena.
- Gallego: Azucena.

## Personajes célebres
Azucena es el nombre de la gitana, madre de Manrico, en Il trovatore  (El trovador) de Giuseppe Verdi
- Azucena Berrutti, abogada y política uruguaya.
- Azucena Hernández, actriz y modelo española.
- Azucena Maizani, cantante y compositora argentina.
- Azuzena Martín-Dorado Calvo, cantante española.
- Azucena Rodríguez, guionista y directora de cine española.
- Azucena González, profesora de Lengua y Literatura española.(casada con Anabel Niño)